# Марко Поло (фильм, 2007)
«Марко Поло» (англ. Marco Polo) — телевизионный фильм режиссёра Кевина Коннора, вышел на экраны  в 2007 году.

## Сюжет
Фильм рассказывает о знаменитом купце и путешественнике XIII века Марко Поло и его историческом путешествии в Китай.

## В ролях
- Иэн Сомерхолдер — Марко Поло
- БиДи Вонг — Педро
- Брайан Деннехи — Хубилай
- Дезире Энн Сиахаан — Темулун/Кенса
- Луо Ян — Чаби
- Мелисса Сью Андерсон — мать